# Джон Пентланд Магаффі
Джон Пентланд Магаффі (англ. John Pentland Mahaffy, 26 лютого 1839, Веве, Швейцарія — 30 квітня 1919, Дублін) — британський історик, антикознавець-еллініст, філолог-класик, єгиптолог і музикознавець, протестантський пастор. Наставник Оскара Вайлда.

## Біографія
Народився в сім'ї ірландців. Виріс в Швейцарії та Німеччині.
Джон Пентланд Магаффі спочатку здобував початкову освіту в приватному порядку у Швейцарії та Німеччині, а пізніше у Триніті-коледжі в Дубліні (у 1856—1859 роках), де вивчав класику й філософію. Будучи студентом, став ректором Університетського філософського товариства.
Джон Пентланд Магаффі був видатним класиком і єгиптологом, а також мав докторський ступінь з музики. Зокрема він створив музику для «Grace in chapel». Магаффі, універсальний науковець, опублікував численні роботи з цілої низки питань. Найвагомішими вважаються ті з них, що стосуються, так званого, «срібного віку» в Греції. Нині вони вважаються найавторитетнішими в цій області.
З 1865 року був одружений, з 1908 року — вдівець, мав від того шлюбу дві дочки та два сини.
Вперше відвідав Грецію в 1875 році, багато подорожував по Африці і в США.
Універсальність Магаффі не обмежується науковими колами: він вміло стріляв, грав у крикет за Ірландію, а також стверджував, що знає родовід кожного скакуна в Ольстері. Він також був експертом з рибальства нахлистом.
Був почесним членом Королівського коледжу Оксфордського університету. Став професором стародавньої історії в Дублінському університеті.
У 1911—1916 роках — президент Ірландської королівської академії.
Від 1913 року — віце-ректор Триніті-коледжу.
Як науковець Магаффі працював професором історії стародавнього світу також в Триніті-коледжі і зрештою став у 1914—1919 роках головою цього коледжу, провостом. Від 1914 року — ректор дублінського Триніті-коледжу.
У 1918 році — був посвячений у лицарі. Лицар золотого хреста грецького ордена Спасителя.

## Праці
- (англ.)«Twelve Lectures on Primitive Civilisation» (1868)
- (англ.)«Rambles and Studies in Greece» 1876
- (англ.)«Prolegomena to Ancient History» (1879)
- (англ.)«Greek Social Life from Homer to Menander» (1880)
- (англ.)«Greek Antiquities» (1876)
- (англ.)«A History of Classical Greek Literature» (1880)
- (англ.)«The Story of Alexander's Empire» (1886)
- (англ.)«The Greek World under Roman Sway from Polybius to Plutarch» (1890)
- (англ.)«The Empire of the Ptolemies» (1895);
- (англ.)«Greek Life and Thought from Alexander to the Roman Conquest» (1896)
- (англ.)«Social Life in Greece from Homer to Menander» (1903)
- (англ.)«The Silver Age of the Greek World» (1906)
- (англ.)What Have the Greeks Done for Modern Civilisation? (1909)

## Нагороди
- Орден Британської імперії
- Королівський Вікторіанський орден
- Орден Спасителя